# Rape Me
"Rape Me" er en sang af det amerikanske grungeband Nirvana, fra albummet In Utero. Sangen er skrevet af forsanger og guitarist Kurt Cobain, i 1991 omkring den tid Nirvanas andet album "Nevermind" blev færdiggjort. Sangen blev udgivet som den anden single fra albummet In Utero; den var en dobbelt-single sammen med "All Apologies".